# Stocktärnen
Stocktärnen är en sjö i Askersunds kommun i Närke och ingår i Motala ströms huvudavrinningsområde. Sjöns area är 0,0006 kvadratkilometer och den befinner sig 175 meter över havet.